# Braize (Fluss)
Die Braize ist ein kleiner Fluss in Frankreich, der im Département Manche in der Region Normandie verläuft. Sie entspringt an der Gemeindegrenze von Le Parc und Le Luot, entwässert in einem Bogen über Südwest nach Süd und mündet nach rund 16 Kilometern an der Gemeindegrenze von Marcey-les-Grèves und Saint-Jean-de-la-Haize als rechter Nebenfluss in die Sée. In ihrem Unterlauf begleitet die Braize die Bahnstrecke Lison–Lamballe und mündet nahe der Eisenbahnbrücke über die Sée.

## Orte am Fluss
(Reihenfolge in Fließrichtung)
- La Chauffeterie, Gemeinde Le Parc
- La Couterie, Gemeinde Le Luot
- Le Perron, Gemeinde Subligny
- La Bréhoulière, Gemeinde Subligny
- Les Gosnéels, Gemeinde La Mouche
- La Baudonnière, Gemeinde Le Grippon
- Subligny
- Lolif
- Les Tesnières, Gemeinde Saint-Jean-de-la-Haize
- Souenne, Gemeinde Saint-Jean-de-la-Haize
- Le Jardin, Gemeinde Saint-Jean-de-la-Haize
- Marcey-les-Grèves